# U-кварк
u-кварк (від англ. up - угору) — одна із фундаментальних частинок у рамках теорії кварків та Стандартної моделі. u-кварк — ферміон зі спіном 1/2, має електричний заряд +2/3, входить до складу протона й нейтрона, бере участь у всіх типах взаємодій. Античастинкою u-кварка є u-антикварк. u-кварку приписують баріонний заряд 1/3. u-кварк найлегший із усіх кварків, хоча його маса відома не дуже точно. За оцінками вона лежить у діапазоні від 1,7 до 3,3 МеВ. Разом із d-кварком u-кварк входить до першого покоління фундаментальних частинок. 
Припущення про існування кварків, а серед них і u-кварка, висловили в 1964 Маррі Гелл-Манн та Джордж Цвейг.